# Faust (Fernsehreihe)
Faust ist eine Fernseh- und Krimiserie von ZDF und SRG, die vom April 1994 bis August 1997 ausgestrahlt und nach zwei Dutzend Folgen eingestellt wurde. Heiner Lauterbach spielt als Hauptdarsteller einen etwas grantigen und beinharten, aber auch verständnisvollen und gerechten Hamburger Kripo-Kommissar, der oftmals „undercover“, also als verdeckter Ermittler versucht, zur Klärung des jeweiligen Falles zu gelangen. Ihm mit Rat und Tat zur Seite stehen in den ersten sechs Folgen die Kommissarin Verena Severin (Janette Rauch) und ab der siebten Folge die Kommissarin Ulrike Krüger (Stephanie Philipp).
Regie führten Michael Mackenroth (bei insgesamt 10 Folgen), Ulrich Stark (3), Martin Enlen (3), Mark Schlichter (2), Roland Gräf (2), Markus Bräutigam (2) sowie Berthold Mittermayr und Martin Gies (je 1). Für die Drehbücher zeichneten u. a. die Duos Johannes Dräxler/Remy Eyssen und Christian Kelling/Wolfgang Büld verantwortlich, die auch zahlreiche Vorlagen für die Krimiserie Ein Fall für zwei liefer(te)n.

## Episodenliste

### Staffel 1
| Nr. (ges.) | Nr. (St.) | Originaltitel     | Erstausstrahlung | Regie              | Drehbuch                         | Episodenschauspieler                                                  |
| ---------- | --------- | ----------------- | ---------------- | ------------------ | -------------------------------- | --------------------------------------------------------------------- |
| 1          | 1         | Jagd auf Mephisto | 15. Apr. 1994    | Michael Mackenroth | Werner Thal & Max Zihlmann       | Katja Studt, Volker Lechtenbrink, Uli Krohm, Vadim Glowna             |
| 2          | 2         | Der Beschützer    | 29. Apr. 1994    | Ulrich Stark       | Norbert Ehry                     | Ernst Jacobi, Muriel Baumeister, Christoph M. Ohrt                    |
| 3          | 3         | Rechts außen      | 13. Mai 1994     | Ulrich Stark       | Hans Draexler & Remy Eyssen      | Udo Samel, Jürgen Vogel, Horst Michael Neutze                         |
| 4          | 4         | Ciao Bruno        | 26. Aug. 1994    | Michael Mackenroth | Gernot Krää                      | Barbara Rudnik, Michael Mendl, Joachim Król                           |
| 5          | 5         | Mucker            | 14. Okt. 1994    | Michael Mackenroth | Christin Kelling & Wolfgang Büld | Beatrice Manowski, Douglas Welbat, Jürgen Schornagel, Katja Brügger   |
| 6          | 6         | Inkasso           | 25. Nov. 1994    | Ulrich Stark       | Norbert Ehry                     | Gert Haucke, Marek Harloff, Anke Sevenich, Beate Finckh, Heinz Hoenig |

### Staffel 2
| Nr. (ges.) | Nr. (St.) | Originaltitel        | Erstausstrahlung | Regie              | Drehbuch                         | Episodenschauspieler                                                   |
| ---------- | --------- | -------------------- | ---------------- | ------------------ | -------------------------------- | ---------------------------------------------------------------------- |
| 7          | 1         | Tödliche Route       | 17. Feb. 1995    | Michael Mackenroth | Christin Kelling & Wolfgang Büld | Ben Becker, Heinz Werner Kraehkamp                                     |
| 8          | 2         | Der Klub der Drachen | 17. März 1995    | Roland Gräf        | Philipp Weinges & Günter Knarr   | Guntbert Warns, Hans-Uwe Bauer, Achim Wolff                            |
| 9          | 3         | Todesangst           | 7. Apr. 1995     | Martin Enlen       | Norbert Ehry                     | Arthur Brauss, Udo Schenk, Ralf Wolter                                 |
| 10         | 4         | Mordpoker            | 22. Sep. 1995    | Roland Gräf        | Theo Regnier                     | Mathieu Carrière, Henry Hübchen, Ronald Nitschke                       |
| 11         | 5         | Unfallflucht         | 13. Okt. 1995    | Michael Mackenroth | Hans Draexler & Remy Eyssen      | Martina Gedeck, Peter Bongartz                                         |
| 12         | 6         | Drei Tage Zeit       | 10. Nov. 1995    | Michael Mackenroth | Hans Draexler & Remy Eyssen      | Hansjörg Felmy, Hannes Jaenicke, Dietrich Mattausch, Karina Thayenthal |

### Staffel 3
| Nr. (ges.) | Nr. (St.) | Originaltitel     | Erstausstrahlung | Regie               | Drehbuch                         | Episodenschauspieler                                                                 |
| ---------- | --------- | ----------------- | ---------------- | ------------------- | -------------------------------- | ------------------------------------------------------------------------------------ |
| 13         | 1         | Auf Sendung       | 15. März 1996    | Markus Bräutigam    | Christin Kelling & Wolfgang Büld | Rolf Zacher, Oliver Stokowski, Sheri Hagen                                           |
| 14         | 2         | Der Goldjunge     | 12. Apr. 1996    | Berthold Mittermayr | Peter Jürgensmeier               | Angelica Domröse, Dietrich Mattausch, Arianne Borbach, Gerda Gmelin                  |
| 15         | 3         | Kinder der Straße | 17. Mai 1996     | Michael Mackenroth  | Franziska Buch & Ljubisa Ristic  | Dietmar Bär, Sophie Schütt, Nadine Seiffert, Constantin von Jascheroff, Bernd Tauber |
| 16         | 4         | Nachtwache        | 28. Juni 1996    | Michael Mackenroth  | Hans Draexler & Remy Eyssen      | Heidelinde Weis, Edwin Noël                                                          |
| 17         | 5         | Diebin des Feuers | 19. Juli 1996    | Markus Bräutigam    | Friedrich Ani & Markus Bräutigam | Meret Becker, Marek Harloff, Oliver Bröcker, Gisela Hahn                             |
| 18         | 6         | Babyraub          | 20. Sep. 1996    | Michael Mackenroth  | Franziska Buch & Ljubisa Ristic  | Ingrid van Bergen, Leonard Lansink, Dietrich Hollinderbäumer                         |

### Staffel 4
| Nr. (ges.) | Nr. (St.) | Originaltitel       | Erstausstrahlung | Regie              | Drehbuch                         | Episodenschauspieler                                                  |
| ---------- | --------- | ------------------- | ---------------- | ------------------ | -------------------------------- | --------------------------------------------------------------------- |
| 19         | 1         | Powerslide          | 4. Apr. 1997     | Mark Schlichter    | Christin Kelling & Wolfgang Büld | Bruno Eyron, Uwe Fellensiek, Sabine Vitua, Nele Mueller-Stöfen        |
| 20         | 2         | Tote weinen nicht   | 25. Apr. 1997    | Martin Enlen       | Friedrich Ani                    | Martin Umbach, Felix Eitner, Oliver Bröcker, Alexandra Maria Lara     |
| 21         | 3         | Villa Palermo       | 16. Mai 1997     | Martin Enlen       | Wilfried Schwerin von Krosigk    | Christoph Waltz, Peter Fitz, Ann-Kathrin Kramer, Francis Fulton-Smith |
| 22         | 4         | Abflug              | 27. Juni 1997    | Michael Mackenroth | Peter Hemmer                     | Herbert Knaup, Andrea Sawatzki                                        |
| 23         | 5         | Spaghetti Bolognese | 18. Juli 1997    | Martin Gies        | Klaus Bädekerl                   | Dietmar Mues, Joe Bausch, Thomas Lawinky                              |
| 24         | 6         | Auf den Tag genau   | 15. Aug. 1997    | Mark Schlichter    | Reinhard Donga                   | Günther Maria Halmer, Michael König, Dani Levy, Jürgen Schornagel     |